# The Elements of Style
The Elements of Style è un manuale di stile di scrittura per l'inglese americano, del quale sono uscite numerose edizioni. Il testo originario, preparato da William Strunk Jr. nel 1918, e pubblicato da Harcourt nel 1920, comprendeva:
- Otto "elementari regole d'uso"
- Dieci "principi elementari della composizione"
- "Un paio di questioni di forma"
- Un elenco di 49 "parole ed espressioni comunemente abusate"
- Un elenco di 57 "parole spesso usate con ortografia scorretta".

È stato molto ampliato e rivisto da Elwyn Brooks White per la pubblicazione da Macmillan nel 1959. Questa è stata la prima edizione del cosiddetto Strunk & White, che la rivista Time ha nominato nel 2011 uno dei 100 migliori e più influenti libri scritti in inglese dal 1923.

## Storia
William Strunk, professore di Inglese alla Cornell University, scrisse The Elements of Style nel 1918, e lo pubblicò privatamente nel 1919 per uso didattico all'interno dell'università. Fu pubblicato in un formato da 52 pagine da Harcourt nel 1920. In seguito, lui e il curatore Edward A. Tenney sottoposero il testo a revisione e lo ripubblicarono con il titolo di The Elements and Practice of Composition (1935). Nel 1957, la guida allo stile attrasse l'attenzione di E.B. White del New Yorker, che aveva studiato scrittura proprio come allievo dell professor Strunk nel 1919, ma che aveva dimenticato "quel libriccino", da lui descritto come "un riassunto di quarantatré pagine su come rispettare pulizia, precisione e brevità nell'uso della lingua inglese." Settimane dopo, White scrisse un articolo sulla devozione di Strunk per la lucida prosa inglese.
In seguito, Macmillan Publishers incaricò proprio White di rivedere il testo di The Elements per una nuova edizione nel 1959 (Strunk era morto nel 1946). L'ampliamento e l'aggiornamento fatti da White partendo dall'edizione del 1935 (quella rivisitata da Tenney e Strunk) diedero vita al manuale di stile di scrittura divenuto noto col nome informale di Strunk & White, la cui prima uscita vendette circa due milioni di copie nel 1959. Nei successivi quattro decenni furono venduti più di dieci milioni di copie. La storia di questo manuale scrittura è raccontata da Mark Garvey in Stylized: A Slightly Obsessive History of Strunk & White's The Elements of Style (2009).
Maira Kalman, che fornì le illustrazioni per The Elements of Style Illustrated (2005), chiese a Nico Muhly di comporre una cantata basata sul libro. La cantata fu eseguita presso la New York Public Library nel mese di ottobre 2005.

## Contenuto
In The Elements of Style (1918), William Strunk si è concentrato su specifiche questioni d'uso della lingua, e sulla coltivazione della buona scrittura, con la raccomandazione "fate che ogni parola racconti"; di conseguenza, il 17º principio della composizione è la semplice istruzione: "Omettete le parole inutili".

### L'edizione del 1959
L'edizione del 1959 contiene:
- ampliamenti di White delle raccomandazioni;
- una introduzione (saggio derivato da una storia scritta da Withe per la sua rivista a proposito del professor Strunk);
- il capitolo conclusivo, "An Approach to Style" ("Un approccio allo stile") una più ampia guida alla grammatica normativa della scrittura in inglese.

### Altre edizioni
White ha anche curato la seconda (1972) e la terza (1979) edizione di The Elements of Style, la cui lunghezza è estesa a ottantacinque pagine.

### Ulteriori informazioni sulla terza edizione
La terza edizione di The Elements of Style (1979) si articola in 54 punti: 
- un elenco di errori comuni nella scelta delle parole;
- 11 regole di punteggiatura e di grammatica;
- 11 principi di scrittura;
- 11 questioni di forma;
- nel capitolo V, 21 promemoria per una migliore stile.

### Suggerimenti generali
L'ultima raccomandazione, la 21°, " Preferisci lo standard all'insolito ", si integra bene con il soggetto di The Elements of Style, ma non si presenta come un saggio a parte su una prosa chiara. Per scrivere bene, White consiglia agli scrittori di avere la giusta mentalità, ovvero di scrivere per compiacere sé stessi, mirando a "un momento di felicità ", una frase di Robert Louis Stevenson (1850-1894). La seguente è la raccomandazione che Strunk dà nel 1918, sulla concisione:
("Elementary Principles of Composition", The Elements of Style[10])

### La quarta edizione
La quarta edizione di The Elements of Style (2000), pubblicata 54 anni dopo la morte di Strunk, omette il suo consiglio stilistico su pronomi maschili, che prescriveva di usare ogni volta "l'antecedente non fosse o dovesse essere femminile" [11]. Al suo posto, il revisore EB White [White morì 1985] riporta: "Attualmente, tuttavia, molti scrittori trovano limitante o offensivo l'uso del generico lui o il suo per rinominare gli indefiniti antecedenti". Inoltre, la voce il cui titolo è stato cambiato in  "They. He or She", al capitolo IV "Misused Words and Expressions" consiglia allo scrittore di evitare un'"enfasi involontaria sul maschile".
Tra le aggiunte per la quarta edizione vi sono una prefazione di Roger Angell, figliastro di EB White, una postfazione scritta dal commentatore culturale statunitense Charles Osgood, un glossario e un indice. Cinque anni più tardi, la quarta edizione è stata ripubblicata come The Elements of Style Illustrated (2005) dalla disegnatrice Maira Kalman. Oltre alla nuova veste grafica della Kalman, questa edizione esclude la postfazione di Charles Osgood e ripristina il capitolo della prima edizione sull'ortografia.

## Critica
The Elements of Style è stato inserito da Time nella lista del 2011 dei 100 migliori e più influenti libri scritti in lingua inglese dal 1923. Dopo la sua pubblicazione, Charles Poor, scrivendo per il New York Times lo ha definito "uno splendido cimelio per tutti coloro che sono interessati a leggere e scrivere." Il poeta statunitense Dorothy Parker ha affermato: "Se avete giovani amici che aspirano a diventare scrittori, il secondo più grande favore che potete fare loro è regalargli The elements of Style. Il più grande, naturalmente, è quello di sparargli ora, mentre sono felici."
La critica dello Strunk & White si è in gran parte concentrata sul sottolineare la sua natura normativa, o sulla obsolescenza rispetto all'Inglese moderno.
Nel criticare The Elements of Style, Geoffrey Pullum, professore di linguistica presso l'Università di Edimburgo, tra gli autori di The Cambridge Grammar of the English Language (2002), ha affermato che:
Pullum dimostrò, per esempio, che gli autori avevano frainteso l'essenza della forma passiva inglese, e criticò la loro avversione nei confronti di usi inglesi affermati e non problematici, come l'infinito spezzato e l'uso di which in una frase relativa restrittiva. Egli, inoltre, criticò The Elements of Style in Language Log, un blog sul linguaggio scritto da linguisti, per l'impronta prescrittiva e di ipercorrettismo che promuoveva tra gli anglofoni, e lo ha chiamato "il libro che si è bevuto il cervello dell'America".
Una recensione di The Boston Globe descrive The Elements of Style Illustrated (2005), con le illustrazioni di Maira Kalman, come "un vecchio libro-zombie... un miscuglio, in cui fissazioni ormai antiquate trovano spazio a fatica tra tabù degli anni Settanta e consigli informatici da anni Novanta".
Nel 2011, Tim Skern ha scritto che The Elements of Style "rimane il miglior libro disponibile sulla scrittura inglese".

## Edizioni

### Strunk
- The Elements of Style (1920), William Strunk, New York: Harcourt - pubblicazione di 52 pagine dell'originale composta nel 1918 e privatamente stampata nel 1919.

Da momento che il testo originale di Strunk è ormai entrato nel pubblico dominio ed è liberamente disponibile su Internet, chiunque può ristamparlo in forma di libro.

### Strunk & White
- The Elements of Style (1999), quarta edizione, rilegato, ISBN 0-205-31342-6
- The Elements of Style (2000), quarta edizione, tascabile, ISBN 0-205-30902-X
- The Elements of Style Illustrated (2005), di William Strunk, EB White e Maira Kalman (illustratore), ISBN 1-59420-069-6
- The Elements of Style Fiftieth Anniversary Edition (2009), rilegato, ISBN 0-205-63264-5 (contiene il testo della quarta edizione) [chiarificazione necessaria

### Strunk & Cowan
- The Elements of Style (2006 e seguenti), Home.ccil.org/~cowan. Cowan scrive : "Le mie revisioni dell'originale si fondano sul principio che le regole di utilizzo e di stile non si possono trarre dal nulla, né possono essere costruite a priori in base alla 'logica', ma devono dipendere dalla pratica di coloro che sono in genere riconosciuti come buoni scrittori."

## Influenza
Vari manuali di stile hanno scelto un titolo che richiama il testo di Strunk, come, per esempio:
- The Elements of Typographic Style
- The Elements of Programming Style
- The Elements of C++ Style